# Якимцов, Валерий Витальевич
Валерий Витальевич Якимцов (28 октября 1952, Барановичи, Белорусская ССР, СССР) — советский футболист, защитник.

## Биография
Отец Валерия был военным лётчиком, подполковником, летал на Су-15, МиГ-21. После окончания школы Якимцов поступил в смоленский институт физкультуры, в 1972—1973 годах играл во второй зоне первенства СССР за местную «Искру». В 1975—1976 выступал за калининградскую «Балтику». В 1977 перешёл в ленинградский «Зенит». За три года провёл в чемпионате 65 игр, забил один гол. В феврале-марте 1980 команда проводила игры группового этапа Кубка СССР. Якимцов, празднуя 8 марта день рождения одного из футболистов, не смог вовремя вернуться в пансионат и вскоре был отчислен из «Зенита» за нарушение спортивного режима и из-за годичной дисквалификации выступал в первенстве Ленинграда за ЛОМО.
Обладатель кубка Украинской ССР в составе киевского СКА
В 1982—1984 играл в составе «Пахтакора», но после вылета команды из высшей лиги решил закончить карьеру.
До 60 лет играл за ветеранскую команду «Зенита», пока не перенёс инсульт.